# Vickers VC.1 Viking
Vickers VC.1 Viking je bilo britansko dvomotorno propelersko potniško letalo, razvito na podlagi bombnika Vickers Wellington. Proizvajalo ga je podjetje Vickers-Armstrongs Limited, v letih 1945–1954 so zgradili 163 letal. Viking je bil vmesni korak do prihoda turbopropelerskih letal, kot je bil Viscount. Zgradili so tudi eksperimentalni prototip Vikinga s turboreaktivnimi motorji Rolls-Royce Nene, ki velja za prvi primerek reaktivnega transportnega letala.

## Specifikacije (Viking 1B)
Podatki iz Vickers Aircraft since 1908
Splošne karakteristike
- Posadka: 2
- Število sedežev: 36 potnikov
- Dolžina: 65 ft 2 in (19,86 m)
- Razpon kril: 89 ft 3 in (27,20 m)
- Višina: 19 ft 7 in (5,97 m)
- Površina kril: 882 ft² (82,0 m²)
- Teža praznega letala: 23000 lb (10430 kg)
- Maks. vzletna teža: 34000 lb (15420 kg)
- Pogon letala: 2 ×  14-valjni bencinski zvezdasti motor Bristol Hercules 634, 1690 KM (1260 kW)  vsak

 Zmogljivost 
- Maks. hitrost: 263 mph (229 vozlov, 423 km/h)
- Potovalna hitrost: 210 mph (183 vozlov, 338 km/h)
- Doseg: 1700 milj (1478 nmi, 2740 km)
- Višina leta: 25000 ft (7600 m)
- Hitrost vzpenjanja: 1500 ft/min (7,6 m/s)
- Obremenitev kril: 38,5 lb/ft² (127 kg/m²)
- Razmerje moč/teža: 0,099 KM/lb (0,16 kW/kg)
- Vzletna razdalja do višine 50 ft (15 m): 2550 ft (777 m)
- Pristajalna razdalja z višine50 ft (15 m): 3900 ft (1189 m)